# Puerto Lumbreras
Puerto Lumbreras – gmina w Hiszpanii, w prowincji Murcja, w Murcji, o powierzchni 144,81 km². W 2011 roku gmina liczyła 14 742 mieszkańców.
W miejscowości jest stacja kolejowa Puerto Lumbreras.